# Lekkoatletyka na Letnich Igrzyskach Olimpijskich 1964 – sztafeta 4 × 400 m mężczyzn
Sztafetę 4 × 400 metrów mężczyzn podczas XVIII Letnich Igrzysk Olimpijskich w Tokio rozegrano  20 (eliminacje) i 21 października 1964 (finał) na Stadionie Olimpijskim w Tokio. Zwycięzcą została sztafeta Stanów Zjednoczonych, która biegła w składzie: Ollan Cassell, Michael Larrabee, Ulis Williams i Henry Carr. Ustanowiła ona w finale rekord świata wynikiem 3:00,7.

## Rekordy
|                   | reprezentacja     | zawodnicy                                        | czas   | data                 | miejsce |
| ----------------- | ----------------- | ------------------------------------------------ | ------ | -------------------- | ------- |
| Rekord świata     | Stany Zjednoczone | Jack Yerman, Earl Young, Glenn Davis, Otis Davis | 3:02,2 | 8 września 1960(dts) | Rzym    |
| Rekord olimpijski | Stany Zjednoczone | Jack Yerman, Earl Young, Glenn Davis, Otis Davis | 3:02,2 | 8 września 1960(dts) | Rzym    |

## Wyniki
| Poz. - pozycja |
| – rekord świata \| – rekord krajowy \| – rekord życiowy \| = – wyrównany rekord życiowy \| · – najlepszy wynik w sezonie \| = – wyrównany najlepszy wynik w sezonie \| – rekord olimpijski |
| Fn – falstart \| DNF – nie ukończył \| DNS – nie wystartował \| DSQ – zdyskwalifikowany |

### Eliminacje
17 sztafet przystąpiło do biegów eliminacyjnych. Rozegrano trzy biegi. Do finału awansowały po dwie najlepsze sztafety w każdym biegu (Q), oraz dwie z najlepszymi czasami spośród pozostałych (q).

#### Bieg 1
| Poz. | Państwo           | Zawodnicy                                                              | Rezultat | Uwagi |
| ---- | ----------------- | ---------------------------------------------------------------------- | -------- | ----- |
| 1    | Stany Zjednoczone | Henry Carr, Ollan Cassell, Michael Larrabee, Ulis Williams             | 3:05,3   | Q     |
| 2    | ZSRR              | Hryhorij Swerbetow, Wiktor Byczkow, Wasyl Anisimow, Wadim Archipczuk   | 3:07,4   | Q     |
| 3    | Francja           | Germain Nelzy, Michel Hiblot, Bernard Martin, Jean-Pierre Boccardo     | 3:07,5   | q     |
| 4    | Indie             | Makhan Singh, Amrit Pal, Ajmer Singh, Milkha Singh                     | 3:08,8   |       |
| 5    | Japonia           | Tōru Honda, Kimitada Hayase, Yoshihiro Amano, Masami Yoshida           | 3:12,3   |       |
| 6    | Senegal           | Daour M'baye Guèye, Daniel Thiaw, Mamadou N'Diaye, Papa M'Baye N'Diaye | 3:12,5   |       |
| –    | Uganda            |                                                                        | DNS      |       |

#### Bieg 2
| Poz. | Państwo           | Zawodnicy                                                                | Rezultat | Uwagi |
| ---- | ----------------- | ------------------------------------------------------------------------ | -------- | ----- |
| 1    | Trynidad i Tobago | Edwin Skinner, Kent Bernard, Edwin Roberts, Wendell Mottley              | 3:05,0   | Q     |
| 2    | Polska            | Marian Filipiuk, Ireneusz Kluczek, Stanisław Swatowski, Andrzej Badeński | 3:07,2   | Q     |
| 3    | Włochy            | Bruno Bianchi, Salvatore Morale, Roberto Frinolli, Sergio Bello          | 3:07,6   | [ 3 ] |
| 4    | Australia         | Peter Vassella, Gary Knoke, Gary Eddy, Ken Roche                         | 3:08,2   |       |
| –    | Irak              |                                                                          | DNS      |       |
| –    | Węgry             |                                                                          | DNS      |       |

#### Bieg 3
| Poz. | Państwo         | Zawodnicy                                                                   | Rezultat | Uwagi |
| ---- | --------------- | --------------------------------------------------------------------------- | -------- | ----- |
| 1    | Wielka Brytania | Tim Graham, Adrian Metcalfe, John Cooper, Robbie Brightwell                 | 3:04,7   | Q     |
| 2    | Niemcy          | Jörg Jüttner, Hans-Ullrich Schulz, Johannes Schmitt, Manfred Kinder         | 3:04,9   | Q     |
| 3    | Jamajka         | Laurie Khan, Malcolm Spence, Melville Spence, George Kerr                   | 3:05,3   | q     |
| 4    | Szwajcaria      | Jean-Louis Descloux, Hansjörg Bosshard, Marius Theiler, Peter Laeng         | 3:09,3   |       |
| 5    | Ghana           | James Addy, Brobbey Mensah, Sam Bugri, Ebenezer Quartey                     | 3:10,4   |       |
| 6    | Malezja         | Karu Selvaratnam, Kuda Ditta, Mohamed bin Abdul Rahman, Victor Asirvatham   | 3:17,6   |       |
| 7    | Tajlandia       | Somsak Thongsuk, Nipon Pensuvapap, Adisorn Vitsudhamakul, Manut Bumrungphuk | 3:18,4   |       |

### Finał
| Poz. | Państwo           | Zawodnicy                                                                | Rezultat | Uwagi |
| ---- | ----------------- | ------------------------------------------------------------------------ | -------- | ----- |
| 1    | Stany Zjednoczone | Ollan Cassell, Michael Larrabee, Ulis Williams, Henry Carr               | 3:00,7   | [ 1 ] |
| 2    | Wielka Brytania   | Tim Graham, Adrian Metcalfe, John Cooper, Robbie Brightwell              | 3:01,6   | [ 5 ] |
| 3    | Trynidad i Tobago | Edwin Skinner, Kent Bernard, Edwin Roberts, Wendell Mottley              | 3:01,7   | NR    |
| 4    | Jamajka           | Laurie Khan, Malcolm Spence, Melville Spence, George Kerr                | 3:02,3   | [ 3 ] |
| 5    | Niemcy            | Jörg Jüttner, Hans-Ullrich Schulz, Johannes Schmitt, Manfred Kinder      | 3:04,3   |       |
| 6    | Polska            | Marian Filipiuk, Ireneusz Kluczek, Stanisław Swatowski, Andrzej Badeński | 3:05,3   | [ 6 ] |
| 7    | ZSRR              | Hryhorij Swerbetow, Wiktor Byczkow, Wasyl Anisimow, Wadim Archipczuk     | 3:05,9   | [ 7 ] |
| 8    | Francja           | Michel Hiblot, Bernard Martin, Germain Nelzy, Jean-Pierre Boccardo       | 3:07,4   |       |